# Gastromicans noxiosus
Gastromicans noxiosus är en spindelart som först beskrevs av Simon 1886.  Gastromicans noxiosus ingår i släktet Gastromicans och familjen hoppspindlar. Inga underarter finns listade i Catalogue of Life.